# Rendezvous with Annie
Rendezvous with Annie is een Amerikaanse filmkomedie uit 1946 onder regie van Allan Dwan. In Nederland werd de film destijds uitgebracht onder de titel Rendez-vous met Annie.

## Verhaal
De Amerikaanse korporaal Jeffrey Dolan is tijdens de Tweede Wereldoorlog gestationeerd in Groot-Brittannië. Hij mist zijn vrouw Annie en vliegt zonder toestemming met een legervliegtuig naar de Verenigde Staten. Daarna keert hij vlug terug naar Engeland. Tijdens zijn korte bezoek maakt hij zijn vrouw zwanger. Als Annie haar zwangerschap bekendmaakt, verraadt ze haar man. Als ze dat niet doet, zal haar omgeving verkeerde conclusies trekken.

## Rolverdeling
| Acteur             | Personage               |
| ------------------ | ----------------------- |
| Eddie Albert       | Korporaal Jeffrey Dolan |
| Faye Marlowe       | Annie Dolan             |
| Gail Patrick       | Dolores Starr           |
| Phillip Reed       | Luitenant Avery         |
| C. Aubrey Smith    | Archibald Clyde         |
| Raymond Walburn    | Everett Thorndyke       |
| William Frawley    | Generaal Trent          |
| James Millican     | Kapitein Spence         |
| Wallace Ford       | Al Morgan               |
| Will Wright        | Elmer Snodgrass         |
| Lucien Littlefield | Ed Kramer               |
| Edwin Rand         | Phil Denim              |
| Mary Field         | Deborah                 |
| Richard Sale       | Clarence                |
| Bob Foy            | Telegrafist             |